# Annibal Caro
Pour les articles homonymes, voir Caro.
Annibal Caro ou Annibale, connu aussi sous le nom d’Agresto da Ficaruola, né à Civitanova Marche dans la province de Macerata le 6 juin 1507 et mort à Frascati le 17 novembre 1566, est un poète et traducteur italien de la Renaissance.
Il fut secrétaire de Pier Luigi Farnese, duc de Parme et de Plaisance. Après l’assassinat de celui-ci en 1547, il entre au service des cardinaux Ranuccio Farnese et Alessandro Farnese, fils du duc, qui lui procurèrent une commanderie de l’ordre de Saint-Jean de Jérusalem. On lui doit une traduction en vers blancs de l’Énéide (1581), regardée comme un chef-d’œuvre, un Recueil de poésies (1569, 1572) et des traductions de la Rhétorique d’Aristote et de la Pastorale de Longus.

## Biographie
Annibal Caro naquit en 1507, à Civitanova, dans la Marche d'Ancône, d’une famille peu riche. Obligé, dans sa première jeunesse, d’enseigner aux enfants les premiers éléments des lettres, Louis Gaddi, riche Florentin, le choisit pour maître des siens ; il en fit ensuite son secrétaire, et ne tarda pas à lui procurer de riches bénéfices. Malgré quelques désagréments que lui causait l’humeur inégale de son patron, Annibal Caro lui resta attaché jusqu’à sa mort, arrivée en 1543. Il entra la même année, avec le même titre, dans la maison de Pierre-Louis Farnèse, qui fut fait, en 1545, duc de Parme et Plaisance, par le pape Paul III, son père. La protection de toute cette famille procura bientôt au Caro un accroissement de fortune qui lui permit dès lors de satisfaire le goût dispendieux qu’il avait toujours pour les antiquités et les médailles ; il en forma par la suite une collection qui pouvait être comparée à celles des plus fameux antiquaires. Sa principale étude devint celle de la langue toscane, et sa réputation d’écrivain pur et élégant, en vers et en prose, se répandit dans toute l’Italie ; mais il était souvent détourné de ses travaux par les fonctions de son emploi. Le duc le chargea de plusieurs missions auprès de l’empereur Charles Quint. Il en remplit une les Pays-Bas, en 1544, relative à la nomination de Farnèse au duché de Parme, qui fut faite peu de temps après. De retour de ce voyage, qui lui occasionna une maladie assez grave, Annibal Caro, dégoûté d’un service que les vices et l’humeur emportée de ce prince devaient lui rendre pénible, s’occupait des moyens de le quitter, lorsque le duc fut assassiné a Plaisance. Annibal courut alors quelques dangers. S’étant enfin sauvé à Parme, il y fut reçu avec amitié par le nouveau duc, Octave Farnèse. Les deux cardinaux Ranuccio et Alexandre, frères d’Octave, le prirent successivement pour secrétaire, et il resta au service du second, depuis 1548 jusqu’à la fin de sa vie. De nouveaux bénéfices furent réunis sur sa tête ; la protection du cardinal Ranuccio lui procura une entrée de grâce dans l’ordre de Saint-Jean de Jérusalem, et il obtint, peu de temps après, deux riches commanderies ; mais ce fut pour lui une double source de procès ; ce qui, joint aux sommes qu’il lui fallut fournir pour soutenir la religion attaquée par les Turcs, réduisit considérablement ses revenus. Appelé en 1558 à Malte, comme tous les autres chevaliers, pour la défense de l’île ; mais il fut dispensé de s’y rendre par la protection du duc Octave et du cardinal Farnèse. Il était alors engagé dans une guerre d’une autre espèce avec le célèbre critique Castelvetro. Il avait fait, en 1545, à la demande du cardinal Alexandre, une grande et très-belle canzone à la louange de la maison royale de France, commençant par ce vers : Venite all’ombra de’ gran gigli d’oro. Au moment où elle faisait le plus de bruit en Italie, il en tomba une copie entre les mains de Castelvetro, qui l’envoya à l’un de ses amis, avec des observations critiques. Ces observations coururent en même temps que la canzone. Annibal Caro en ayant eu connaissance, y répondit avec beaucoup d’importance et d’aigreur ; Castelvetro répliqua ; Varchi prit la défense d’Annibal Caro, son ami : ce fut une longue et violente querelle ; l’un eut le tort de l’avoir commencée, et l’autre de l’avoir soutenue avec une violence qui en donna tout l’avantage à l’agresseur. On reproche à Caro un tort plus grave : on prétend qu’il accusa son ennemi au tribunal de l’Inquisition, et que ce fut lui qui fut cause de sa condamnation et de son exil. Muratori le lui impute positivement ; Fontanini et Seghezzi , auteur d’une Vie d’Annibal, l’en justifient ; mais Tiraboschi, en rejetant l’idée d’une accusation formelle, ne nie pas que, dans son Apologie, qui courut manuscrite avant d’être imprimée, et dans le temps même où Castelvetro avait été mis en cause devant le Saint Office, et n’avait évité la prison que par la fuite. Annibal se permit des expressions qui appuyaient les dénonciations faites contre lui, et qui purent contribuer à le faire condamner par contumace. Quoi qu’il en soit, le Caro, déjà vieux et attaqué depuis longtemps de la goutte, après avoir publié à Parme son Apologie, se rendit à Rome, d’où il ne sortit plus que pour habiter, pendant la belle saison de chaque année, une maison de campagne à Frascati. Il y préparait une édition générale de ses ouvrages, lorsque, se trouvant tout à fait libre, il conçut le projet d’écrire un poème épique. Pour s’exercer au style épique, et aussi pour démontrer que la langue italienne avait toutes les qualités poétiques qui pouvaient la rendre propre a l’épopée, contre l’opinion qu’en avaient encore plusieurs savants italiens, il commença un traduction de l’Énéide, en vers libres ou non rimés. Le charme qu’il trouva dans ce travail l’y attacha, et, réfléchissant sur son âge et sur ses infirmités, il abandonna son premier projet, pour achever cette traduction de Virgile, qui est un des chefs-d’œuvre de la langue. Il tomba malade à son retour à Rome, et il mourut le 21 novembre 1566.

## Œuvres

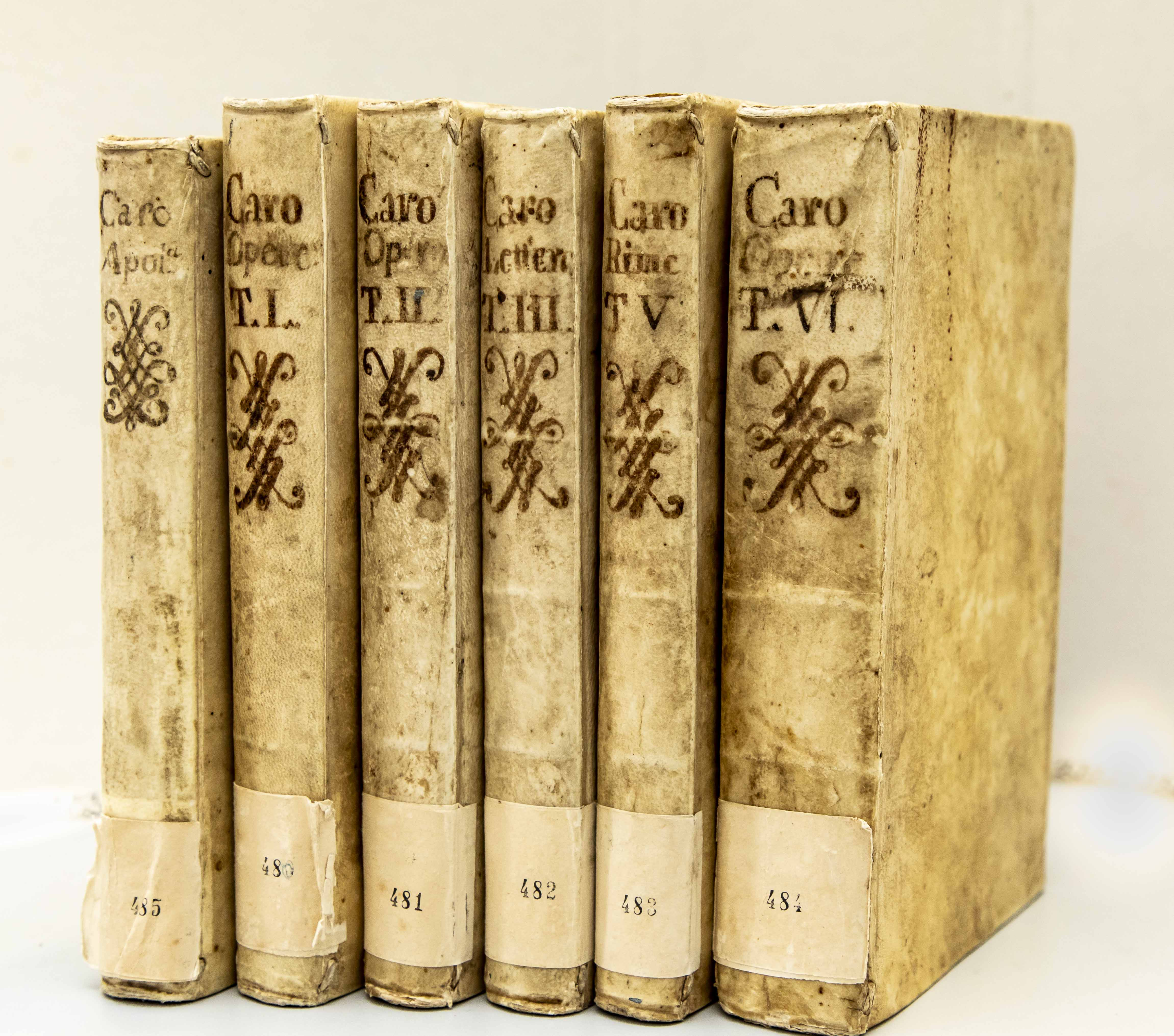
Annibal Caro, Opera omnia, Venise, 1757-1772

Ses ouvrages inédits restèrent après sa mort entre les mains d’un de ses neveux, qui en commença la publication ; mais il mourut lui-même avant de l’avoir achevée, et laissa le reste de ce soin à son frère. Il n’avait paru qu’un ouvrage du Caro dans la jeunesse de l’auteur ; il est connu des philologues italiens sous le titre de La Ficheide. C’est un commentaire plaisant sur un capitolo du Molza, à la louange des figues. L’auteur y prit le nom de Ser Agresto da Ficaruolo, et donna au Molza celui de Padre Siceo, du mot grec Σῦκον, ficus. L’imprimeur, que l’on croit avoir été Blado d’Asola, alors fixé à Rome, fut désigné sous le nom de Barbagrigia. Le titre entier porte : Comento di Ser da Ficaruolo sopra la prima ficata del Padre Siceo ; et à la fin : Stampato in Baldacco per Barbagrigia di Bengodi, etc., 1539, in-4°. Il y en a une édition postérieure, in-8°, sans date ni nom de lieu, mais qui paraît être de Florence. Cette plaisanterie, écrite dans le toscan le plus pur, et assaisonnée de tours et de bons mots florentins, eut le plus grand succès dans l’académie romaine della Virtù, où elle fut lue par l’auteur, et n’en eut pas moins dans le public. Léoni d’Ancone, qui était président de cette académie, avait un nez énorme ; Annibal Caro prit ce nez pour sujet d’un second discours académique, écrit du même style, qui n’amusa pas moins cette société de gens de lettres joyeux, et qui amusa surtout beaucoup Léoni lui-même. Il fut imprimé à la suite du Comento, dans les deux éditions ci-dessus, sous le titre de La Diceria de’ nasi. Ces deux pièces sont jointes aux Ragionamenti de L’Arétin, dans l’édition de 1660, in-8°, sous la fausse date de Cosmopoli. Peu de temps après qu’Annibal eut fait et qu’il eut laissé courir dans le public sa canzone, ou son ode : Venite all’ombra de gran gigli d’oro, il en parut un commentaire explicatif et apologétique, qu’il a toujours nié être de lui ; mais qu’on s’est toujours accordé à lui attribuer. Ce commentaire, intitulé : Comento alla canzone de’ gigli d’oro, fut imprimé pour la première fois dans les Lettere di varj autori, publiées par Ludovico Dolce, Venise, 1554, in-8°. Le titre de l’apologie en réponse aux critiques du Castelvetro, est : Apologia degli accademici di Banchi di Roma contra M. Lodovico Castelvetro da Modena, in forma d’uno spaccio di maestro Pasquino, con alcune operette del Predella, del Buratto, di ser Fedocco, in difesa della sequente canzone del commendatore Annibal Caro ; appartenenti tutte all’uso della lingua toscana e al vero modo di poetare, Parme, 1558, in-4°, et 1575, in-8°. Cette réponse dure et mordante, en prose, est suivie de quelques pièces satiriques en vers, sous le titre de Mattaccini, et d’une Corona de neuf sonnets, sur des rimes entrelacées, qui prouvent également et combien l’auteur, quoique habituellement doux, était excessif dans ses vengeances poétiques, et avec quelle aisance il se jouait des difficultés les plus épineuses de ces sortes de compositions.
Ses autres œuvres, publiées par ses neveux, parurent dans l’ordre suivant : 
- Due orazioni di Gregorio Nazianzeno teologo, in una delle quali si tratta quel che sia vescovado, e quali debbano essere i vescovi ; nell’altra dell’amor verso i poveri ; ed il primo sermone di S. Cecilio Cipriano sopra l’elemosina, fatte in lingua toscana, Venise, Alde Manuce, 1569, in-4°.
- Rettorica d’Aristotele, fatta in lingua toscana, Venise, 1570, in-4°.
- Le Rime, Venise, Alde Manuce, 1569, 1572, in-4° et souvent réimprimé depuis. C’est un des recueils de ce genre les plus élégants et les plus estimés.
- Il en faut dire autant des Lettere, dont la première partie parut en 1572, et la seconde en 1574, Venise, Alde Manuce, in-4°, et ibid., par les Juntes, 1581, in-4°. Comino de Padoue en a donné dans le XVIIIe siècle plusieurs bonnes éditions ; la dernière comprend les lettres écrites au nom du cardinal Farnėse ; elle est en six volumes in-8°, 1764 et 1765. Il n’y a qu’une voix sur le mérite de ces lettres ; c’est un vrai modèle de la bonne prose italienne, et il est permis de croire que les auteurs italiens qui ont écrit, depuis, dans un style qu’ils ont cru meilleur, ont plutôt altéré que perfectionné leur langue.
- L’Eneide di Virgilio, tradotta in versi sciolti, Venise, Juntes, 1581, in-4° ; 1592, idem. Les plus belles éditions qui en ont paru ensuite sont celles de Trévise, 1603, in-4°, et Paris, 1660, Ve. Quillau, 2 vol. gr. in-8°. C’est l’ouvrage d’Annibal Caro qui a le plus contribué à sa réputation. Il y a peu de poèmes italiens où la langue soit aussi pure, aussi poétique et aussi belle ; il n’y en a aucun où le vers libre, sciolto, soit plus parfait, et où l’on puisse mieux apercevoir la différence qu’il y a entre cette espèce de vers et ce que nous entendons généralement par des vers blancs. On regarde aussi cette traduction comme très fidèle.
- Gli Straccioni, commedia, Venise, Alde Manuce, 1582 et 1589, in-8° l’une des comédies les plus originales et les mieux écrites de cet ancien théâtre italien, que l’on connaît si mal en France, et dont quelques-uns de nos critiques, entre autres Marmontel et La Harpe, ont donné de si fausses idées.
- Le Cose pastorali di Longo, il quale scrisse degli amori di Dafni e Cloe. Cette charmante traduction d’un charmant ouvrage fut faite, à ce qu’il parait par une lettre de l’auteur, à Rome, en 1538 ; elle est restée longtemps inédite, et n’a été imprimée que vers la fin du XVIIIe siècle, par Bodoni, Parme, 1786, in-4°. C’est une des plus élégantes productions de ce célèbre typographe.

## Publications

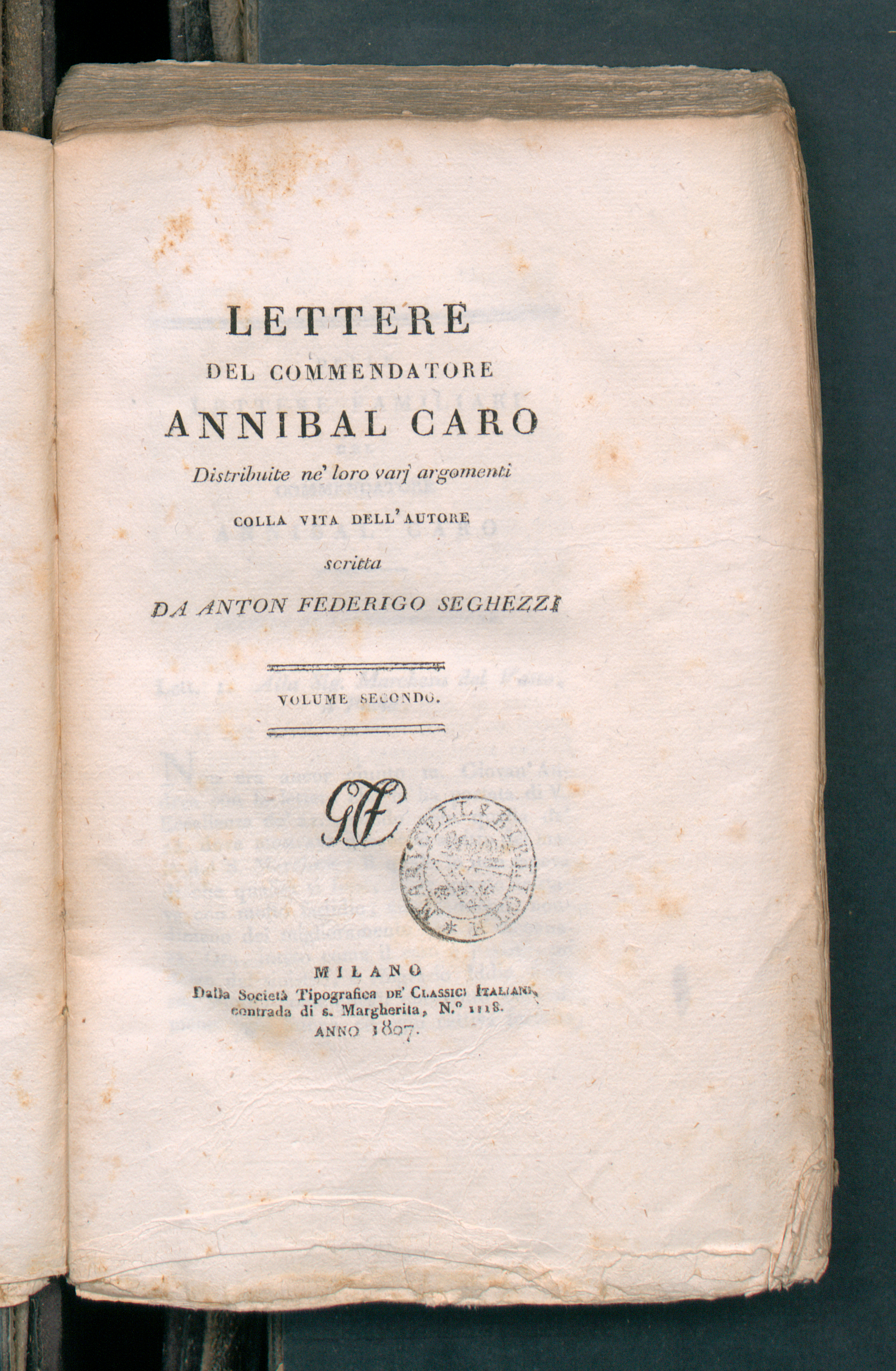
Lettere del commendatore Annibal Caro, 1807

Ses Œuvres ont été réunies à Venise (1757, 6 vol.) et à Milan (1806 et 1829, 8 vol.). Ses Lettres ont été publiées par les Manuce en 1572 et 1575.

## Sources
- « Annibal Caro », dans Louis-Gabriel Michaud, Biographie universelle ancienne et moderne : histoire par ordre alphabétique de la vie publique et privée de tous les hommes avec la collaboration de plus de 300 savants et littérateurs français ou étrangers, 2e édition, 1843-1865 [détail de l’édition]

Cet article comprend des extraits du Dictionnaire Bouillet. Il est possible de supprimer cette indication, si le texte reflète le savoir actuel sur ce thème, si les sources sont citées, s'il satisfait aux exigences linguistiques actuelles et s'il ne contient pas de propos qui vont à l'encontre des règles de neutralité de Wikipédia.
- Annibal Caro, Lettere familiari, edizione critica con introduzione e note di Aulo Greco, 3 vol., Florence, F. Le Monnier, 1957-1959.
- Apologia de gli academici di Banchi di Roma contra M. Lodovico Castelvetro da Modena, in forma d'uno spaccio di Maestro Pasquino, con alcune operette del Predella, del Bvratto, di Ser Fedocco, in difesa de la seguente Canzone del Commendatore Annibal Caro, Parma, Seth Viotto, 1558.